# Costuleni
Costuleni is een Roemeense gemeente in het district Iași.
Costuleni telt 4871 inwoners.